# Gymnocarpium dryopteris
Gymnocarpium dryopteris là một loài thực vật có mạch trong họ Woodsiaceae. Loài này được (L.) Newman miêu tả khoa học đầu tiên năm 1851.

## Hình ảnh

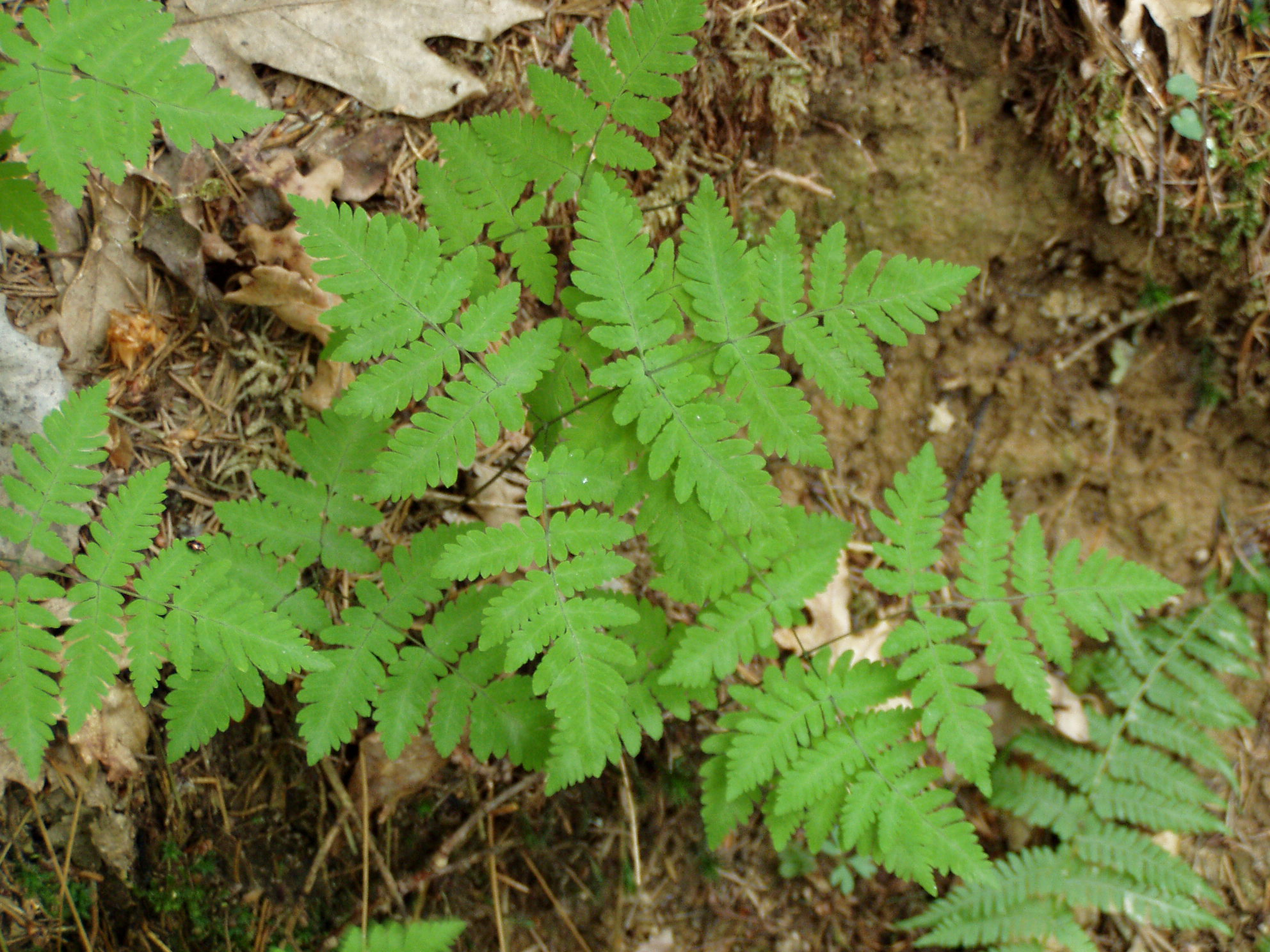
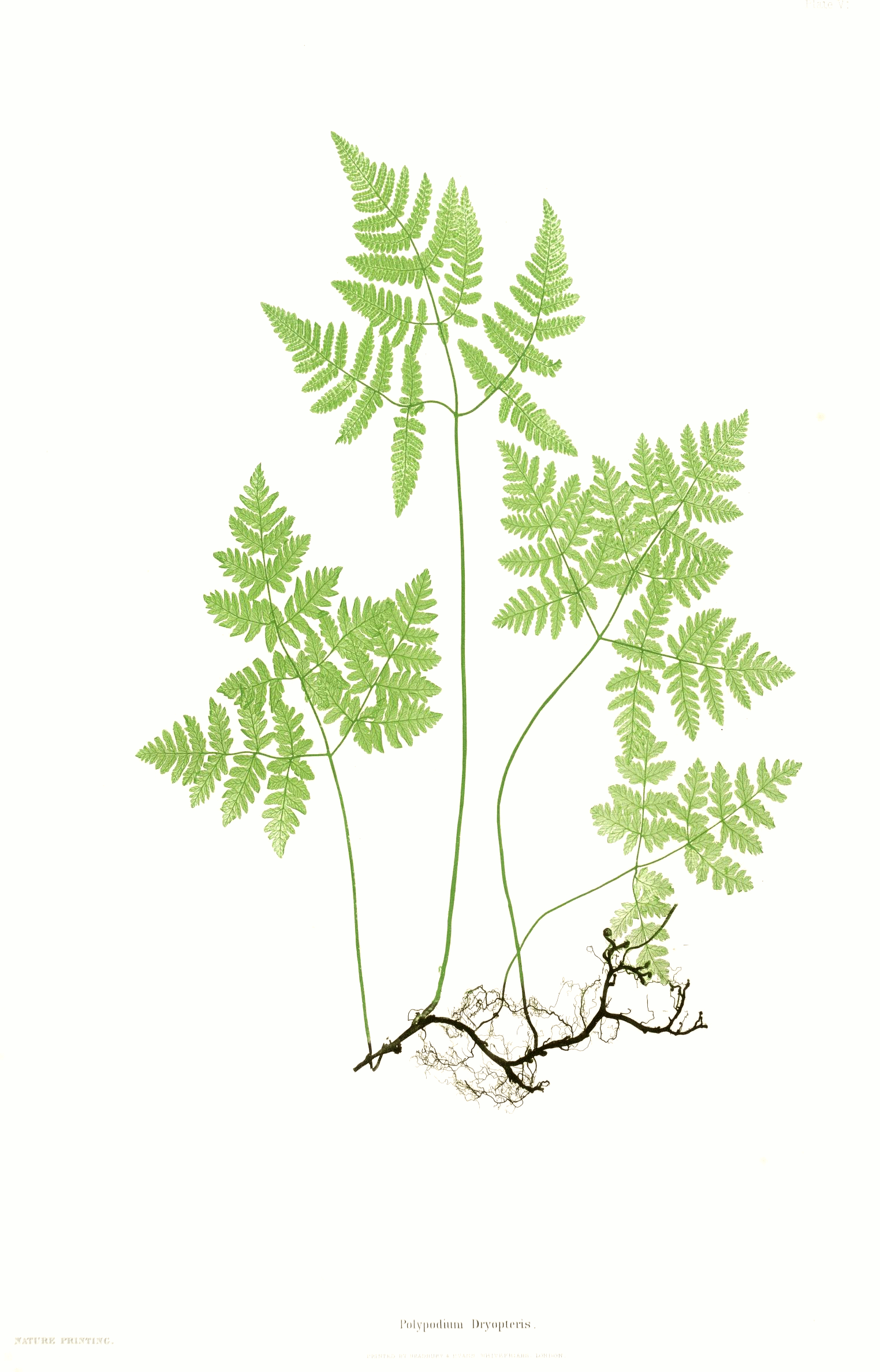
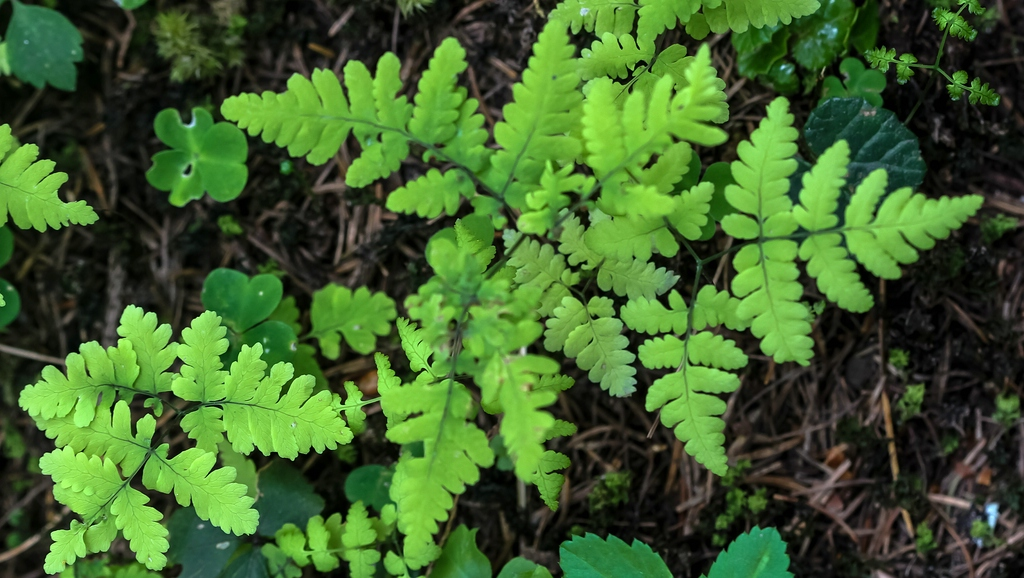
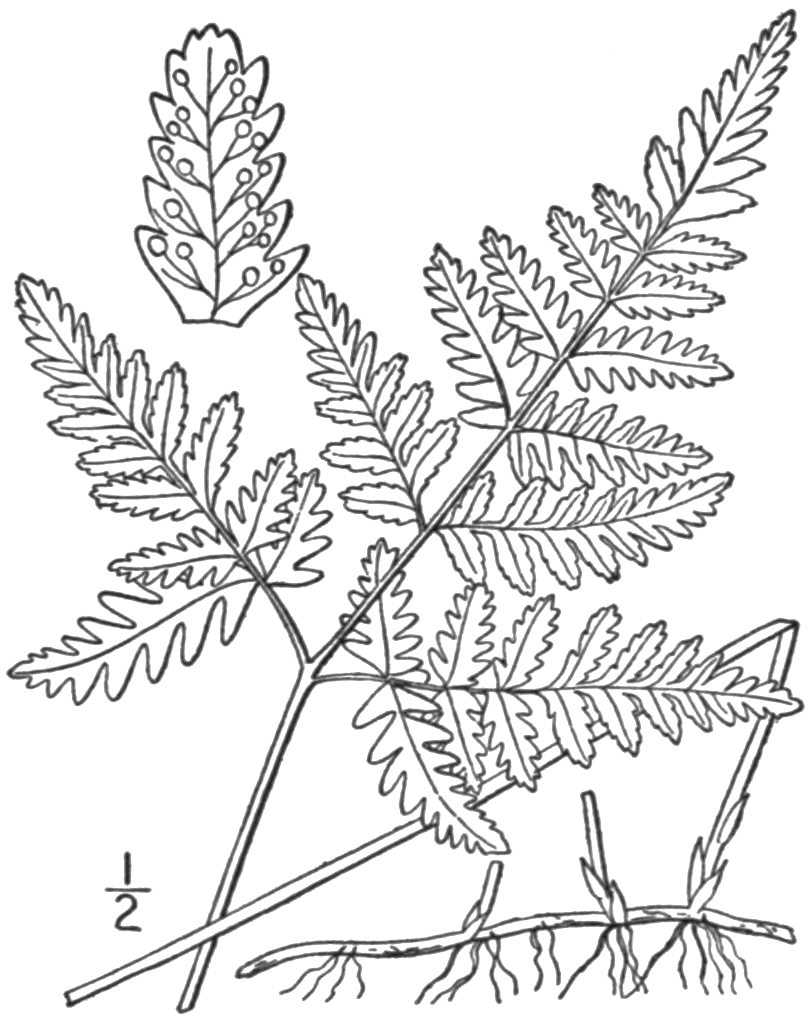